# Casa al carrer Major, 15 (Llardecans)
La Casa al carrer Major, 15 és una obra de Llardecans (Segrià) inclosa a l'Inventari del Patrimoni Arquitectònic de Catalunya.

## Descripció
Habitatge unifamiliar entre mitgeres de planta baixa, pis i golfes. Porta d'arc de mig punt dovellada amb grans carreus. Ràfec de la teulada decorat amb una sanefa de dents de serra.
La façana ha estat modificada i presenta proporcions de forat diferents de la composició inicial.